# 觀天曆
《觀天曆》，是中国古代曆法，北宋使用的第八部历法，屬於陰陽曆。
宋哲宗元祐七年（1091年），黄居卿修成。从绍圣元年（1094）颁布施行。岁实（回归年）为{\displaystyle 365{\frac {2930}{12030}}}日，朔策（朔望月）为{\displaystyle 29{\frac {6383}{12030}}}日，岁差七十八年差一度，推五星纪元，其中火星、土星两星较密。至宋徽宗崇宁元年（1102年），被《占天曆》取代。崇宁三年（1104年）至崇宁五年（1106年）间又施用。